# 列比亚日耶 (罗蒙诺索夫区)
列比亚日耶（羅馬化：Lebyazhʹye）是俄罗斯列宁格勒州的市级镇，属罗蒙诺索夫区，地处列宁格勒州西部芬兰湾沿岸，位于区行政中心罗蒙诺索夫西北，在州府圣彼得堡西、加特契纳西北。一条小河流列比日亚河（Лебяжья）流经该地。设有同名铁路车站。
该地2021年人口有4,122人；2010年人口4,729；2002年人口5,600；1989年人口5,340。